# Maneige
Pour l’article ayant un titre homophone, voir Manège.
Maneige est un groupe de rock progressif et jazz fusion, québécois. Formé en 1972 par Jérôme Langlois, Alain Bergeron, Gilles Schetagne, Yves Léonard, Paul Picard et Vincent Langlois. Maneige est le groupe de rock progressif québécois à plus grande longévité, ayant exercé pendant plus d'une décennie.

## Biographie
Maneige est formé en 1972 par Alain Bergeron et Jérôme Langlois. Bergeron jouait de la flûte et du saxophone, tandis que Langlois était claviériste. Ils sont rejoints par le batteur Gilles Schetagne, le percussionniste Paul Picard et le bassiste Yves Leonard, pour former leur quintette original. Le groupe joue quelques concerts au début des années 1970, ouvrant pour le groupe de rock progressif néerlandais Ekseption et pour Soft Machine le 15 février 1974 au CÉGEP Maisonneuve. Ils publient leurs deux premiers albums sur label Harvest. Leur premier album, éponyme, caractérise leur approche expérimentale. Le frère de Jérôme, Vincent Langlois, est recruté comme second claviériste et joueur d'instruments à vent, avec quelques passages aux percussions. Le guitariste Denis Lapierre est aussi ajouté au groupe. Le groupe signe avec Capitol Records en 1974 ; leur deuxième album, aussi publié en 1975, s'intitule Les Porches.
Après ces deux premiers albums, Jérôme Langlois quitte le groupe à cause de divergences musicales, et Vincent Langlois endosse seul le rôle de claviériste. Paul Picard, de la formation originale mais absent des deux premiers albums, rejoint le groupe. Les deux prochains albums studio se consacrent bien plus sur des compositions courtes. Ni vent... ni nouvelle et Libre Service, comme ils sont ainsi intitulés, sont plus tard réédités en format CD au début des années 1990. Le groupe tourne au Canada, jouant notamment au Winnipeg Heritage Festival en 1978.
Un album live suit en 1979, intitulé Composite. Deux autres albums sortent au début des années 1980, dans un style plus jazz rock. À la fin des années 1990, Live Montreal 1974-1975 est édité et comprend plusieurs anciennes versions de pièces musicales du groupe, comme le morceau Le Rafiot de leur premier album, et l'inédit 1-2-3-4-5-6.
En 2005, ProgQuébec réédite quelques archives, et publie la composition inédite Manège.
En 2022, le groupe se reforme et offre quelques spectacles, notamment au Festival international de jazz de Montréal le 7 juillet 2023.

## Membres
- Alain Bergeron - flûte, saxophone (1972-)
- Yves Léonard  - basse (1972-)
- Gilles Schetagne - batterie (1972-1980 et 1981-)
- Jérôme Langlois - claviers, clarinette (1972-1975)
- Vincent Langlois - claviers, vents, percussions (1977-1980)
- Denis Lapierre - guitare (1977-1980 mais invité sur l'album 2)
- Paul Picard  - percussions (depuis 1977 mais invité sur l'album 2)
- Pierre Gauthier - batterie (1980)
- Michel Lefrançois - guitare (1981)
- Claude « Mégo » Lemay - claviers (1981)
- Jean Vanasse : vibraphone (2022-)
- Jean-François de Bellefeuille : claviers (2022-)
- Sylvain Provost (2023-)

### Membres invités
- Denis Lapierre (album 2)
- Paul Picard (album 2)
- Raoul Duguay (album 2)

## Discographie

### Albums studio
- 1974 : Maneige
- 1975 : Les Porches
- 1977 : Ni vent... ni nouvelle
- 1978 : Libre service
- 1979 : Composite (live dont 6 nouvelles pièces + 2 anciennes)
- 1980 : Montréal, 6am[12]
- 1981/1983 : Images (enregistré en 1981, publié en 1983)

### Singles
- 1984 : Québec Saint-Malo

### Albums live
- 1974 : Maneige live Montréal 1974-1975 (version courte de l'album)
- 2005 : Live à l'Évêché - 1975 (réédition longue)
- 2006 : Les Porches - Live (enregistré en 1974 ou 1975)